# YWHAE
La proteína epsilon 14-3-3 (YWHAE) es una proteína codificada en humanos por el gen ywhae.
La proteína YWHAE pertenece a la familia de proteínas 14-3-3, las cuales se caracterizan por estar implicadas en la transducción de señales mediante su unión a proteínas que contengan fosfoserina. Esta familia de proteínas se encuentra altamente conservada en plantas y mamíferos y esta proteína en concreto presenta una similitud del 100% con el ortólogo de ratón. Presenta la capacidad de interaccionar con las fosfatasas CDCD25 y con las proteínas RAF1 e IRS1, sugiriendo un posible papel en diversas actividades bioquímicas relacionadas con la transducción de señales que da lugar a la división celular y a la regulación de la sensibilidad a insulina. También parece estar implicada en la patogénesis del cáncer de pulmón de células pequeñas.

## Interacciones
La proteína YWHAE ha demostrado ser capaz de interaccionar con:
- CDC25B[3][4]
- Receptor de IGF-1[5]
- NGFRAP1[6]
- TGF-beta 1[7]
- HERG[8]
- c-Raf[9][4]
- NDEL1[10]
- HDAC4[11][12]
- IRS1[5]
- MAP3K3[13]